# Сенека (озеро)
Се́нека (англ. Seneca Lake) — озеро в штате Нью-Йорк на северо-востоке США.
Сенека находится в центре группы озёр Фингер, расположенных к югу от Онтарио. Оно крупнейшее и глубочайшее из них, а также глубочайшее озеро штата Нью-Йорк. Длина — 61 км, ширина — менее 5 км. Тем не менее, образовавшееся от таяния Лаврентийского щита, озеро имеет максимальную глубину 188 м, что почти в три раза больше Великого озера Эри.
Своё название озеро получило от индейского племени.
Близ озера расположено множество виноградников; Фингер-Лейкс — главный винодельческий регион штата. Также район популярен как место отдыха. Административно озеро относится к округам Скайлер, Йейтс и Сенека.
С озером Кейюга Сенека связано каналом.